# Bulletin canadien de mathématiques
Le Bulletin canadien de mathématiques (en anglais Canadian Mathematical Bulletin) est une revue de mathématiques créée en 1958 et publiée tous les trimestres par la Société mathématique du Canada. Les rédacteurs en chef actuels de la revue sont Antonio Lei et Javad Mashreghi. 

## Description
La revue publie des articles courts dans tous les domaines des mathématiques qui présentent un intérêt suffisant pour le grand public mathématique. Le Bulletin canadien de mathématiques se veut une publication complémentaire au Journal canadien de mathématiques, qui publie des articles longs. En ligne, le bulletin propose constamment de nouveaux articles de recherche, puis les réunit dans des numéros imprimés quatre fois par an.
L’auteur la possibilité de rendre son article intégralement accessible au public (sans abonnement) moyennant le paiement d’une somme forfaitaire de 1000 $US. Autrement, l’article est publié suivant le modèle traditionnel, c’est-à-dire qu’il n’est offert qu’aux titulaires d’un abonnement pendant les cinq premières années, et libre ensuite.

## Résumé et indexation
Le journal est résumé dans : 
- Mathematical Reviews
- Web de la Science
- Scopus
- Zentralblatt MATH